# Pogonia minor
Pogonia minor é uma espécie de orquídea terrestre de flores vistosas que habita os campos da Coreia, Japão e Formosa.